# بحر لنكولن
بحر لينكولن هو بحر في المحيط المتجمد الشمالي، ويمتد من كولومبيا كيب وكندا في الغرب إلى موريس جيسوب كيب وجرينلاند في الشرق. اكتشفته حملة أدولفوس غريلي التي استمرت من 1881-1884 في خليج سيدة فرانكلين في القطب الشمالي، وأطلقت عليه اسم «روبرت تود لينكولن» الذي أصبح وزيرًا أمريكيًا للحرب في وقت لاحق.